# 木下勇 (陸軍軍人)
木下 勇（きのした いさむ、1893年（明治26年）11月4日 - 1945年（昭和20年）7月7日）は、日本の陸軍軍人。最終階級は陸軍中将。最後の功一級金鵄勲章受章者。

## 経歴
福井県出身。東京府立一中、名古屋陸軍地方幼年学校、陸軍中央幼年学校本科を経て、1914年（大正3年）5月、陸軍士官学校（26期）を卒業。同年12月、騎兵少尉に任官し騎兵第14連隊付となる。1925年（大正14年）11月、陸軍大学校（37期）を優等で卒業し騎兵第14連隊中隊長に就任。
1926年（大正15年）12月、陸軍騎兵学校教官となり、ドイツ駐在、騎兵第11連隊付、騎兵第1旅団参謀、陸大教官、騎兵監部員などを歴任し、1937年（昭和12年）8月、騎兵大佐に昇進。同月、第1軍参謀に就任し、1938年（昭和13年）8月、騎兵第15連隊長に就任し日中戦争に出征。1939年（昭和14年）8月、陸軍少将に進級し騎兵第3旅団長となり満州に駐屯。
1941年（昭和16年）3月、第11軍参謀長となり中国に出征。1942年（昭和17年）12月、第13軍参謀長となり、1943年（昭和18年）6月、陸軍中将に進んだ。同年11月、陸軍航空総監部付となり、第4飛行師団長、第2飛行師団長を歴任しフィリピンの防空を担当。その後、レイテ沖海戦では、レイテ島への独断による第二次航空総攻撃を決行し、それを巡って第4航空軍司令官・富永恭次中将と対立・更迭され、1944年（昭和19年）11月、南方軍総司令部付となる。翌月、第55航空師団長に就任しシンガポールの防空を担当。
1945年（昭和20年）6月、東部軍管区司令部付となった。翌月7日、山梨県上空で搭乗機が墜落し戦死。没後、功一級金鵄勲章を受章した。

## 栄典
- 1943年（昭和18年）10月9日  - 勲一等瑞宝章[5]
- 1945年（昭和20年）7月10日  - 功一級金鵄勲章受章